# Palacio Dávila (Santiago de Chile)
El Palacio Dávila, también conocido como Mansión Davila, fue una edificación de principios del siglo XX que se ubicaba en el sector céntrico de Santiago de Chile. Fue construido en el año 1900 y su nombre se debe en honor a su primer morador, José Miguel Dávila. El castillo se emplazaba a un costado del cerro cerro Santa Lucía, en la esquina de Calle Moneda con Miraflores (antiguamente conocida como Calle de las Recogidas), enfrente de la actual Plaza Benjamín Vicuña Mackenna y a pasos de la estación Santa Lucía del Metro de Santiago. Fue demolido en el año 1953.

## Historia

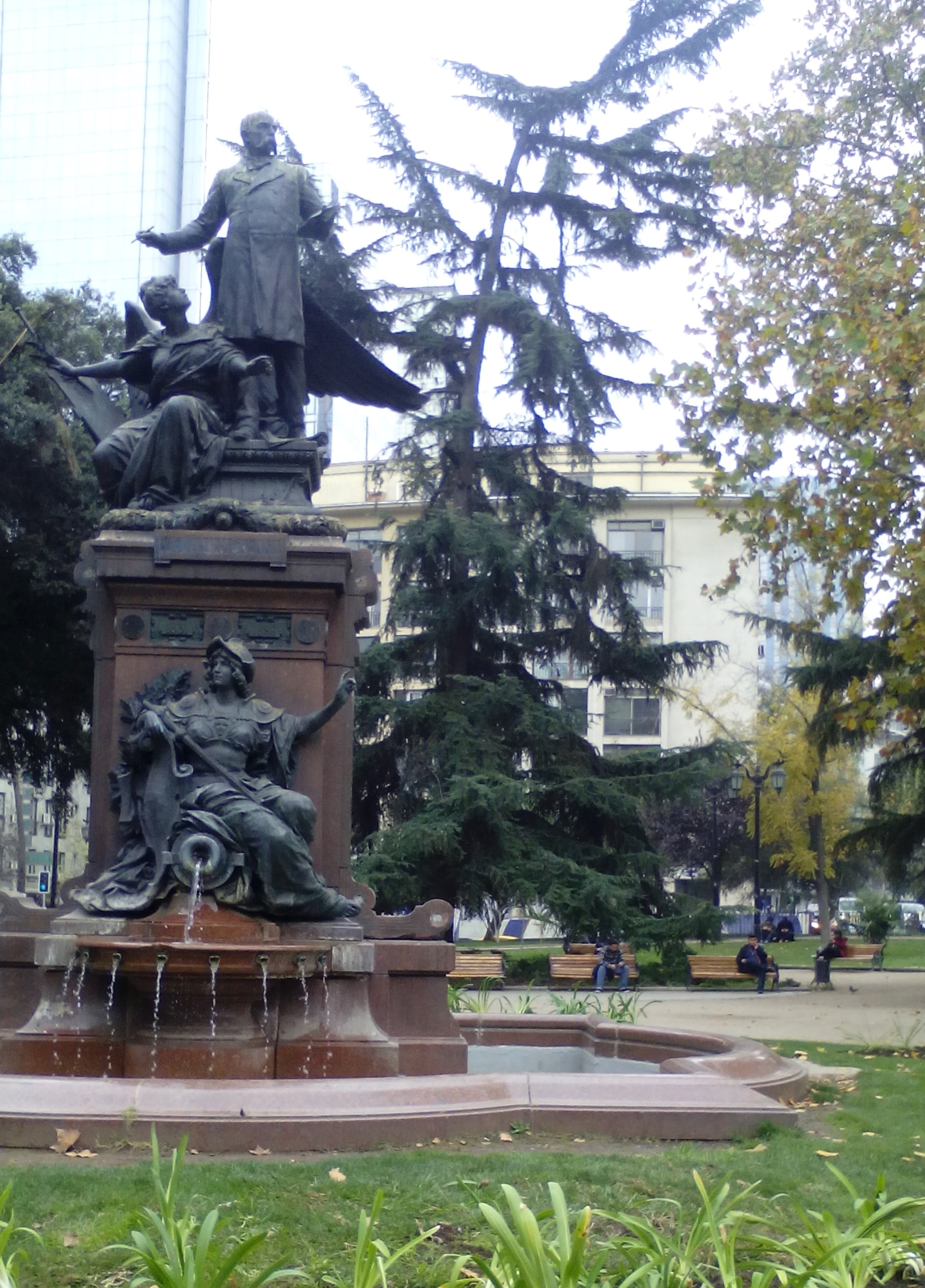
Vista del exterior desde la Plaza Benjamín Vicuña Mackenna (Santiago de Chile) del actual edificio (al fondo) donde se emplazaba el Palacio Dávila.

Su primer propietario fue José Miguel Dávila. Dentro de su construcción, el castillo destacaba por contar con una singular torre que apuntaba en dirección hacia la Calle Santa Lucía (anteriormente llamada «calle De Bretón»). Se desconoce la fecha exacta en que la Mansión Dávila pasa a ser propiedad de la familia Cousiño, específicamente de doña Luisa Cousiño. Bajo su dominio se hizo uso de varias de las estancias del lugar para la concentración de piezas de gran valor artístico, como el busto de la industrial chilena Isidora Goyenechea, cuya obra fue galardona en la Exposición Internacional de París.
El 16 de noviembre de 1924 el castillo se convirtió en sede de la Embajada de Italia luego de una inauguración que contó con la presencia de todas las colectividades italianas en Chile, siendo esta la última autoridad en posesión de la mansión, antes de su demolición en 1953.